# Convoluta bohmigi
Convoluta bohmigi är en plattmaskart som först beskrevs av Brauner 1920.  Convoluta bohmigi ingår i släktet Convoluta och familjen Convolutidae. Inga underarter finns listade i Catalogue of Life.